# ولبستتور
ولبستتور (به لاتین: Velbastaður) یک زیستگاه انسانی در جزایر فارو است که در تورشاونار، دانمارک واقع شده‌است.

## خصوصیات
ولبستتور ۱۷۲ نفر جمعیت دارد.